# Алфред Драйфус
Алфрѐд Дра̀йфус (на френски: Alfred Dreyfus, Драйфу̀с) е единственият френски офицер от еврейски произход, достигнал до служба в Генералния щаб на френската армия. Обвинен в шпионаж в полза на Германската империя и осъден през декември 1894 г. на доживотна каторга на Дяволския остров във Френска Гвиана. Делото Драйфус е едно от най-противоречивите и поляризиращи съдебни дела в съвременната история на Франция и завършва с пълната реабилитация на Драйфус.

## Биография
Алфред Драйфус е роден във Френски Елзас в семейство на богат индустриалец. Завършва Политехниката, а след френско-пруската война от 1871 г. избира със семейството си да остане френски поданик.
Няколко години след осъждането му се разгаря медийна кампания по оневиняването му като жертва на антисемитски заговор. Сред защитниците му е Емил Зола, по това време най-популярният и най-скандалният писател във Франция. Той публикува статия в подкрепа на Драйфус и я дава на набиращия популярност политик Жорж Клемансо, който по това време издава либералния вестник „Орор“. На бъдещия „архитект“ на Версайската система от договори Клемансо принадлежи идеята статията на Зола да излезе на първа страница на вестника, и то под заглавие „Аз обвинявам!“ (на 13 януари 1898 г.). След тази статия „аферата Драйфус“ взривява общественото мнение във Франция. В някои от големите градове на третата република като Нант, Нанси, Бордо, Марсилия избухват антисемитски вълнения, които в повечето случаи приключват с разбити магазини на еврейски търговци. В Париж също започват демонстрации, но в обратна посока – срещу консервативната армия и католическата църква, които са главен прицел на гражданското недоволство, и в подкрепа на „несправедливо осъдения Драйфус“.
Под натиска на тези бурни граждански протести делото Драйфус е преразгледано и през месец септември 1899 г. присъдата на капитана от френската армия е намалена на 10 години, след което е незабавно помилван от френския президент Емил Лубе, което „струва“ на френския президент и един атентат. През месец юли 1906 г. Върховният касационен съд на Франция връща капитанския чин на Драйфус и постановява възстановяване на офицерските му знаци – пагоните и сабята му. Истинският виновник за шпионския скандал се оказва майор Фердинанд Естерхази.
След оневиняването му е награден с френския Орден на Почетния легион, учреден от Наполеон Бонапарт на 19 май 1802 г. На 4 юни 1908 г. Алфред Драйфус, вече като френски полковник, е ранен в ръката от журналист антисемит при местенето на урната с праха на Емил Зола в Пантеона.
Участва на страната на Франция срещу Германия в Първата световна война.
Умира на 12 юли 1935 г. Погребан е с национални почести в Монпарнаското гробище.